# Hiroki Sakai
Hiroki Sakai (酒井 宏樹 Sakai Hiroki?, Nakano, Nagano, 12 de abril de 1990) es un futbolista japonés. Juega como defensa en el Auckland F. C. de la A-League de Australia. Es internacional con la selección de fútbol de Japón.

## Trayectoria
Sakai se unió en 2003 al Kashiwa Reysol, club en el cual desarrolló toda su carrera deportiva hasta su partida al fútbol alemán. Desde 2009 formó parte del primer equipo del Kashiwa y debutó como profesional en la temporada 2010, cuando el club disputaba la segunda división japonesa. Esa temporada lograron el campeonato y el ascenso a la J. League Division 1 2011, campaña en la que también consiguieron el título de liga. Jugó 35 encuentros en total, de los cuales cuatro fueron en la Copa Mundial de Clubes de la FIFA 2011, competición en la cual hizo un gol frentea a Santos de Brasil. Al final de la temporada, Sakai fue elegido como el novato del año y fue incluido en el once ideal del torneo.
En junio de 2012 firmó un contrato hasta junio de 2016 con el Hannover 96 de la Bundesliga alemana. Debutó de manera oficial el 30 de agosto de 2012, sustituyendo en el minuto 70 a Steve Cherundolo cuando Hannover venció 5-1 al Śląsk Wrocław de Polonia, por la Liga Europea de la UEFA. En la Bundesliga, debutó el 23 de septiembre en la derrota por 3-1 frente al Hoffenheim.
A mediados de 2016, el defensor fue adquirido por el Olympique de Marsella. En 2021 anunció su salida del club francés para volver a jugar en la liga japonesa, esta vez en el Urawa Red Diamonds.
En junio de 2024 anunció su salida de Urawa para realizar un traspaso a otro país. Según varias fuentes se iba a convertir en nuevo jugador del Auckland F. C., incorporación que se confirmó el siguiente 24 de julio.

## Selección nacional
Ha representado a la selección de fútbol de Japón en 74 ocasiones. Antes de debutar con la absoluta, disputó catorce partidos con el combinado sub-23 y anotó dos goles entre 2011 y 2012. Su debut con la selección absoluta se produjo el 23 de mayo de 2012 en el encuentro amistoso con victoria por dos tantos a cero sobre Azerbaiyán.
También fue miembro del equipo olímpico de Japón que disputó el torneo masculino de fútbol en los Juegos Olímpicos de Londres 2012.
El 12 de mayo de 2014 fue incluido por el entrenador Alberto Zaccheroni en la lista final de 23 jugadores que representarán a Japón en la Copa Mundial de Fútbol de 2014 en Brasil.
El 31 de mayo de 2018 el seleccionador Akira Nishino lo incluyó en la lista de 23 para el Mundial.

### Participaciones en Juegos Olímpicos
| Copa                             | Sede    | Resultado     | Partidos | Goles |
| -------------------------------- | ------- | ------------- | -------- | ----- |
| Juegos Olímpicos de Londres 2012 | Londres | Cuarto puesto | 4        | 0     |

### Participaciones en Copas del Mundo
| Mundial                        | Sede   | Resultado        |
| ------------------------------ | ------ | ---------------- |
| Copa Mundial de Fútbol de 2014 | Brasil | Primera fase     |
| Copa Mundial de Fútbol de 2018 | Rusia  | Octavos de final |
| Copa Mundial de Fútbol de 2022 | Catar  | Octavos de final |

## Estadísticas

### Clubes
Actualizado al último partido disputado el 24 de mayo de 2025.
| Club | Div.          | Temporada     | Liga  | Liga  | Copas nacionales(1) | Copas nacionales(1) | Copas internacionales(2) | Copas internacionales(2) | Total | Total |
| Club | Div.          | Temporada     | Part. | Goles | Part.               | Goles               | Part.                    | Goles                    | Part. | Goles |
| --- | ------------- | ------------- | ----- | ----- | ------------------- | ------------------- | ------------------------ | ------------------------ | ----- | ----- |
| Kashiwa Reysol Japón | 1.ª           | 2009          | 0     | 0     | 0                   | 0                   | —                        | —                        | 0     | 0     |
| Kashiwa Reysol Japón | 2.ª           | 2010          | 9     | 1     | 3                   | 0                   | —                        | —                        | 12    | 1     |
| Kashiwa Reysol Japón | 1.ª           | 2011          | 27    | 0     | 4                   | 0                   | 4                        | 1                        | 35    | 1     |
| Kashiwa Reysol Japón | 1.ª           | 2012          | 15    | 1     | 1                   | 0                   | 7                        | 2                        | 23    | 3     |
| Kashiwa Reysol Japón | Total club    | Total club    | 51    | 2     | 8                   | 0                   | 11                       | 3                        | 70    | 5     |
| Hannover 96 · Alemania | 1.ª           | 2012-13       | 13    | 0     | 1                   | 0                   | 3                        | 0                        | 17    | 0     |
| Hannover 96 · Alemania | 1.ª           | 2013-14       | 26    | 1     | 2                   | 0                   | —                        | —                        | 28    | 1     |
| Hannover 96 · Alemania | 1.ª           | 2014-15       | 27    | 0     | 2                   | 0                   | —                        | —                        | 29    | 0     |
| Hannover 96 · Alemania | 1.ª           | 2015-16       | 26    | 1     | 2                   | 0                   | —                        | —                        | 28    | 1     |
| Hannover 96 · Alemania | Total club    | Total club    | 92    | 2     | 7                   | 0                   | 3                        | 0                        | 102   | 2     |
| Olympique de Marsella Francia | 1.ª           | 2016-17       | 35    | 0     | 5                   | 0                   | —                        | —                        | 40    | 0     |
| Olympique de Marsella Francia | 1.ª           | 2017-18       | 33    | 1     | 3                   | 0                   | 14                       | 1                        | 50    | 2     |
| Olympique de Marsella Francia | 1.ª           | 2018-19       | 27    | 0     | 1                   | 0                   | 4                        | 0                        | 32    | 0     |
| Olympique de Marsella Francia | 1.ª           | 2019-20       | 21    | 0     | 4                   | 0                   | —                        | —                        | 25    | 0     |
| Olympique de Marsella Francia | 1.ª           | 2020-21       | 29    | 0     | 3                   | 0                   | 6                        | 0                        | 38    | 0     |
| Olympique de Marsella Francia | Total club    | Total club    | 145   | 1     | 16                  | 0                   | 24                       | 1                        | 185   | 2     |
| Urawa Red Diamonds Japón | 1.ª           | 2021          | 14    | 2     | 4                   | 0                   | —                        | —                        | 18    | 2     |
| Urawa Red Diamonds Japón | 1.ª           | 2022          | 20    | 0     | 2                   | 0                   | 6                        | 0                        | 28    | 0     |
| Urawa Red Diamonds Japón | 1.ª           | 2023          | 25    | 2     | 7                   | 0                   | 7                        | 0                        | 39    | 2     |
| Urawa Red Diamonds Japón | 1.ª           | 2024          | 10    | 1     | 1                   | 0                   | —                        | —                        | 11    | 1     |
| Urawa Red Diamonds Japón | Total club    | Total club    | 69    | 5     | 14                  | 0                   | 13                       | 0                        | 96    | 5     |
| Auckland F. C. Nueva Zelanda | 1.ª           | 2024-25       | 25    | 3     | —                   | —                   | —                        | —                        | 25    | 3     |
| Auckland F. C. Nueva Zelanda | Total club    | Total club    | 25    | 3     | 0                   | 0                   | 0                        | 0                        | 25    | 3     |
| Total carrera | Total carrera | Total carrera | 382   | 13    | 45                  | 0                   | 51                       | 4                        | 478   | 17    |
| (1) Incluye datos de la Copa del Emperador, la Copa J. League, la Supercopa de Japón la Copa de Alemania, la Copa de Francia, la Copa de la Liga de Francia y la Supercopa de Francia. (2) Incluye datos de la Liga de Campeones de la AFC, la Liga de Campeones de la UEFA y la Liga Europa de la UEFA y la Copa Mundial de Clubes de la FIFA. |               |               |       |       |                     |                     |                          |                          |       |       |

### Selección nacional
| Absoluta Japón                                                                      | 2012          | 4  | 0 | 3  | 0 | - | - | 7  | 0 |
| Absoluta Japón                                                                      | 2013          | 4  | 0 | 1  | 0 | 2 | 0 | 7  | 0 |
| Absoluta Japón                                                                      | 2014          | 5  | 0 | -  | - | - | - | 5  | 0 |
| Absoluta Japón                                                                      | 2015          | 2  | 0 | 4  | 0 | - | - | 6  | 0 |
| Absoluta Japón                                                                      | 2016          | 2  | 0 | 5  | 0 | - | - | 7  | 0 |
| Absoluta Japón                                                                      | 2017          | 4  | 0 | 5  | 0 | - | - | 9  | 0 |
| Absoluta Japón                                                                      | 2018          | 4  | 1 | -  | - | 4 | 0 | 8  | 1 |
| Absoluta Japón                                                                      | 2019          | 2  | 0 | 10 | 0 | 0 | 0 | 12 | 0 |
| Absoluta Japón                                                                      | Total club    | 27 | 1 | 28 | 0 | 6 | 0 | 61 | 1 |
| Total carrera                                                                       | Total carrera | 27 | 1 | 28 | 0 | 6 | 0 | 61 | 1 |
| (1) Incluye los partidos de la Copa Confederaciones (2013) y la Copa Mundial (2018) |               |    |   |    |   |   |   |    |   |

## Palmarés

### Títulos nacionales
| Título             | Club               | País  | Año  |
| ------------------ | ------------------ | ----- | ---- |
| J2 League          | Kashiwa Reysol     | Japón | 2010 |
| J1 League          | Kashiwa Reysol     | Japón | 2011 |
| Supercopa de Japón | Kashiwa Reysol     | Japón | 2012 |
| Copa del Emperador | Urawa Red Diamonds | Japón | 2021 |
| Supercopa de Japón | Urawa Red Diamonds | Japón | 2022 |

### Títulos internacionales
| Título                      | Club               | País  | Año  |
| --------------------------- | ------------------ | ----- | ---- |
| Liga de Campeones de la AFC | Urawa Red Diamonds | Japón | 2022 |

### Distinciones individuales
| Distinción                                    | Año  |
| --------------------------------------------- | ---- |
| Novato del año en la J. League                | 2011 |
| Incluido en el equipo del año en la J. League | 2011 |